# 陳振英
陳振英，BBS，JP（1961年—），曾擔任中銀香港董事會秘書，現為該銀行顧問。長期在中資銀行工作。2016年香港立法會選舉時，陳振英獲得滙豐、渣打、花旗、中銀以及東亞等銀行支持，自動當選成為金融界功能界別議員，接替放棄連任的吳亮星。現任立法會財務委員會主席，以及港區全國人大代表。